# Arthur Grenfell Wauchope
 Arthur Grenfell Wauchope GCB GCMG CIE DSO (1 de marzo de 1874 – 14 de septiembre de 1947) fue un general británico y administrador colonial.

## Carrera militar
Educado en la Escuela Repton, Wauchope fue oficial de los Montañeses de Argyll y Sutherland en 1893. Fue transferido al 2 Batallón de la Guardia Negra en enero de 1896, siendo promovido a teniente el 3 de agosto de 1898, y a capitán el 30 de octubre de 1901.
Participó en la segunda guerra bóer en Sudáfrica desde 1899, y participó en operaciones en Colonia del Cabo, al sur del río Orange. Las fuerzas británicas avanzaban desde el norte del Cabo para liberar a la ciudad de Kimberley, asediada por el ejército bóer, por lo que tras una feroz resistencia en la batalla de Magersfontein el 11 de diciembre de 1899. Wauchope fue herido gravemente en la batalla, y fue posteriormente mencionado a los despachos y nombrado Compañero del Orden de Servicio Distinguido (DSO) por sus servicios.
En abril de 1902 fue llamado para una cita del Estado Mayor,para que fuese Ayudante de campo adicional al servicio de Sir Walter Hely-Hutchinson, gobernador y Comandante en Jefe de la Colonia del Cabo.
Participó en la Primera Guerra Mundial como Comandante de 2 Bn Guardia Negra en Francia y Mesopotamia. Después de la Guerra, se unió a la 2.º Brigada Silesiana, parte de la Fuerza Superior de la Silesia Británica, en Alemania. Pasó a ser Miembro Militar de una Delegación de Ultramar hacia Australia y Nueva Zelanda en 1923 y posteriormente Jefe de la Sección británica de la Comisión Interaliada Militar de Control de Berlín en 1924. Fue nombrado Oficial General al Mando de la 44.º (Comarcas) División de Infantería en 1927 y ese mismo cargo lo tuvo para que administrase el Distrito de Irlanda del Norte en 1929.

Su última cargo fue ser Alto Comisionado y Comandante en jefe de Palestina y Transjordania de 1931 hasta 1938. Durante su gestión, se mantuvieron generalmente comprensivas hacia las aspiraciones sionistas. Durante 1941 el exjefe de inmigración del Mandato, Albert Montefiore Hyamson, escribirá en su libro Palestina: Política:
"En los primeros cuatro años de su mandato (Wauchope) fueron el apogeo de la historia del sionismo en Palestina." No sólo hizo que la inmigración aumentara al triple (la población judía de 174.606 habitantes aumentó a 329.358 habitantes), pero al mismo tiempo, también aumentaron su terrenos (en 1931, aumentaron sus extensiones de tierra de 8.585 dunams o 4.646 acres, mientras que en 1935 crecieron a 72.905 acres), y finalmente el comercio y los negocios judíos disfrutaron de un boom económico. 
También promovió obras públicas y obras de ingeniería civil pero fue considerado como deficiente en las etapas iniciales de la rebelión árabe de Palestina (1936-1939). retirandóse en 1938.